# Mihai Roman (calciatore 1992)
Mihai Alexandru Roman (pronuncia rumena [miˈhaj alekˈsandru ˈroman]; Craiova, 31 maggio 1992) è un calciatore rumeno, attaccante dell'Argeș Pitești.

## Palmarès

### Club

#### Competizioni nazionali
- Coppa di Romania: 1

U Craiova: 2020-2021
- Liga II: 1

Argeș Pitești: 2024-2025